# Plodová zelenina

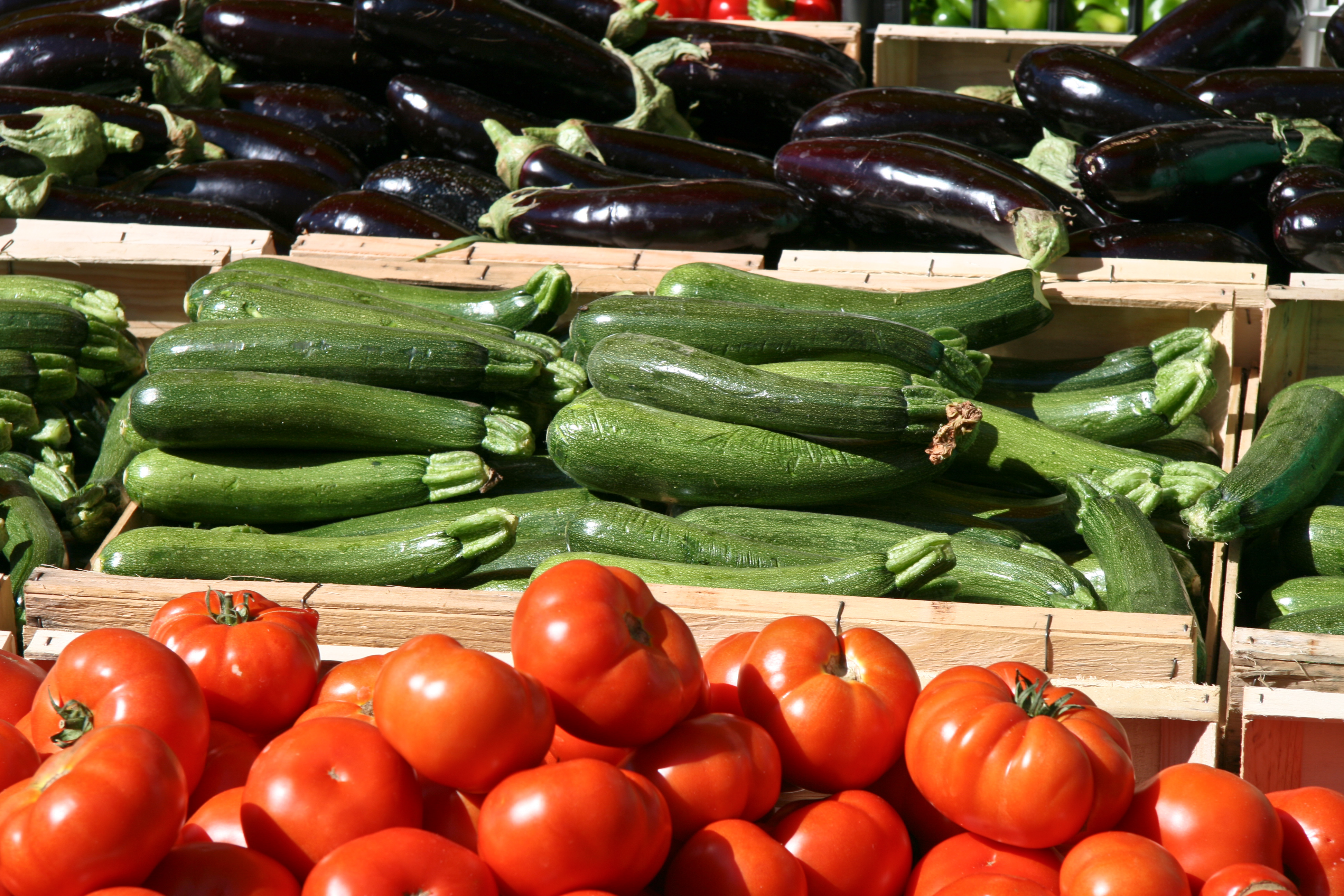
Plodová zelenina: rajčata, cuketa, lilek

Plodová zelenina je zelenina, která má jedlé plody. Mezi plodovou zeleninu patří například paprika, rajčata, lilek, cuketa nebo tykev, ale také melouny. Plodová zelenina se dělí na pravé bobule rostlin z čeledi lilkovité a nepravé bobule rostlin z čeledi tykvovité (okurka, tykev, cuketa, meloun).
Zařazení plodů (lat. fructus) mezi zeleninu může být někdy problematické, zvláště v jazycích, kde se pro plod i ovoce používá stejné slovo – např. anglické fruit. Závisí pak na tom, zda v dané zemi převládá hledisko botanické nebo praktické (kulinářské). Z botanického hlediska proto plodiny, které vznikají z reprodukční části rostliny (typicky z květu), tedy nesou a svojí dužinou chrání semena pro následné rozmnožování (rajče, okurka, meloun, paprika, jablko), jsou považovány za ovoce. Plodiny, které vznikají z kořene, stonku nebo z listu rostliny, jsou dle tohoto hlediska považovány za zeleninu. Neexistuje ovšem jednotná definice pojmu ovoce. Jedinou možností, jak přesně určit, co je a co není ovocem, je určit toto dohodou a taxativně vyjmenovat. Ovoce se obvykle nerozděluje botanicky, ale hospodářsky.
Například Směrnice Rady č. 2001/113/ES, o ovocných džemech, rosolech a marmeládách a kaštanovém krému určených k lidské spotřebě definovala pro potřeby směrnice vybranou plodovou zeleninu (okurky, rajčata, dýně, melouny) spolu např. s mrkví jako ovoce.